# Leptusa opaca
Leptusa opaca är en skalbaggsart som beskrevs av Thomas Casey 1893. Leptusa opaca ingår i släktet Leptusa och familjen kortvingar. Inga underarter finns listade i Catalogue of Life.